# Lummerväxter (familj)
Lummerväxter (Lycopodiaceae) är en familj inom divisionen med samma namn, lummerväxter (Lycopodiophyta).

## Släkten
Tidigare räknades alla lummerväxter till släktet Lycopodium men idag delar man in dem i flera släkten:
- Lopplumrar (Huperzia, placeras ibland i egen familj)
- Lumrar (Lycopodium)
- Plattlumrar (Diphasiastrum, omstritt släkte)
- Strandlumrar (Lycopodiella)

Lopplumrar (Huperzia) räknas ibland till en egen familj, Huperziaceae, tillsammans med släktena Phlegmariurus och Phylloglossum. Namnet Huperzia kommer ifrån botanisten Johann Peter Huperz, som levde på 1700-talet, och släktet har ungefär 300 arter varav endast en finns i Sverige nämligen lopplummer (Huperzia selago).
Plattlumrar (Diphasiastrum) är ett omstritt och icke erkänt släkte. Dess arter brukar ibland räknas till släktet lumrar (Lycopodium).
Dvärglummer räknades till en början till lummerväxterna (mer specifikt till släktet Lycopodium), men sedan man upptäckt att denna växt har två helt olika sorters sporer har man istället valt att placera den i en helt egen familj. Denna familj, mosslummerväxterna, har idag över 600 arter, men dvärglummer är den enda som växter vilt i Sverige.

## Fridlysning
Alla lummerarter är numera fridlysta i hela landet mot uppgrävning, plockning med rötter samt plockning för försäljning. I Blekinge län gäller fullständigt plockningsförbud.

## Arter
- Fjällummer (Diphasiastrum alpinum)
- Lopplummer (Huperzia selago )
- Mattlummer (Lycopodium clavatum)
- Plattlummer (Diphasiastrum complanatum)
- Revlummer (Lycopodium annotinum)